# 贾尔苏古达
贾尔苏古达（Jharsuguda），是印度奥里萨邦Jharsuguda县的一个城镇。总人口75570（2001年）。

## 人口
该地2001年总人口75570人，其中男性39662人，女性35908人；0—6岁人口9153人，其中男4687人，女4466人；识字率69.01%，其中男性为77.34%，女性为59.81%。